# John Sayre
Pour les articles homonymes, voir Sayre.
John Sayre, né le 1er avril 1936 à Tacoma et mort le 9 novembre 2023, est un rameur d'aviron américain.

## Palmarès

### Jeux olympiques
- Rome 1960
  -  Médaille d'or en quatre sans barreur[2].